# Рыцарское восстание
Рыцарское восстание, известное также как поход Зиккингена на Трир — последнее крупное событие в истории угасавшего рыцарства в Германии.

## Положение немецкого рыцарства в начале XVI века
Некогда грозные, независимые феодалы-рыцари с течением времени теряли свои права и переходили в положение зависимого сословия. Княжеская власть в Германии быстро росла, не встречая на своём пути крупных препятствий, и поглощала отдельные мелкие феодальные элементы. Большая часть земского рыцарства отдельных княжеств попала в полную зависимость от князей. Наступала очередь имперского рыцарства, все ещё остававшегося в непосредственных отношениях к императору. Императорская власть была настолько слаба, что не могла противиться княжеским стремлениям. В 1495 году, несмотря на противодействие Максимилиана I, на имперском сейме в Вормсе был объявлен «всеобщий и вечный королевский земский мир», запрещавший, под страхом денежной пени в 2000 золотых марок и лишения всех прав, междоусобия и всякое нападение.
В следующем году был учреждён «имперский суд», попавший всецело в руки князей. Для рыцарей, привыкших решать дело оружием, не могло быть приятно установление подобного суда; к тому же кара за нарушение земского мира большей частью падала на рыцарство, минуя князей, как это случилось, например, в деле герцога Ульриха Вюртембергского. Ещё более возмутили рыцарство условия избирательной капитуляции, предложенной Карлу V: они запрещали союзы рыцарей и учреждали имперское правление по назначению курфюрстов и округов, без участия депутатов от рыцарства.
Негодование на усиление княжеской власти, стремившейся поглотить рыцарство, вылилось в прекрасном, сильном стихотворении Ульриха фон Гуттена. В «Жалобе свободных городов немецкого народа», написанной по поводу открытия, на время отсутствия Карла V в Германии, имперского правления, Гуттен восклицает: «Прежде, когда власть императорская была сильна, бедный рыцарь мог призвать князя, причинившего ему обиду к ответу и суду… А кому жаловаться теперь?»
Особенно трудно было положение рыцарей вследствие экономических условий. Главным источником существования рыцарей была земля, но немалое количество её попало в руки духовенства, вследствие распространенного обычая делать вклады в монастыри на вечное поминовение души: даже будущий предводитель восстания, поднятого под знаменем «смерть врагам евангелия — епископам и попам», Франц фон Зиккинген, намеревался построить новый монастырь и наделить его землёй, и только под влиянием Гуттена отказался от своего намерения.
Часть земель была захвачена князьями; «если владение какого-нибудь дворянина примыкает к княжеству, — жалуется Гуттен , — и годится для округления его страны, то владельца тянут к ответу, и ему не помогут его грамоты со всеми печатями». Оставшиеся земли дробились вследствие естественного размножения членов сословия и не могли уже прокормить их владетелей, особенно при полном неумении вести хозяйство. Цены на землю падали с каждым днём, так как промышленность и торговля давали более высокие доходы, чем сельское хозяйство.
Под влиянием этого экономического переворота прежняя простота заменялась роскошью. Князья заводили пышные дворы и тратили на это большие суммы; богатое бюргерство не уступало им. Отразилось это и на рыцарях. Гордость не позволяла им отставать если не от князей, то, по крайней мере, от бюргеров; но средств, с трудом хватавших при прежнем простом, мало отличавшемся от крестьянского образе жизни, теперь решительно не доставало. Рыцарству приходилось забывать своё презрение к мещанству и родниться с ним при помощи браков, чтобы хотя бы таким способом поправить свои обстоятельства. Но и здесь им приходилось чаще всего встречать отказы: бюргеры понимали причины внезапной симпатии рыцарства к презираемому им прежде сословию и опасались, что к их дочерям знатные мужья будут относиться не как к жёнам, а как к служанкам. Неудивительно, что к прежнему презрению у рыцарей присоединилась ненависть к богатому, сытому мещанству.
Ещё больше рыцари ненавидели духовенство. Привольная, праздная жизнь духовных сановников, очень часто, к тому же, иностранцев по происхождению, их высокомерие и незаслуженный почёт донельзя раздражали голодных, обиженных судьбой рыцарей. При каждом удобном и неудобном случае они считали своим долгом порастрясти их карманы, и даже образованные рыцари не брезговали этим видом дохода. Глубокое неудовольствие господствовало и в среде крестьянства, но оба сословия слишком были далеки друг от друга, чтобы действовать солидарно.

## Предыстория восстания
Реформация не вызвала рыцарского восстания, но послужила для него знаменем. Из всех членов рыцарского сословия больше всех выделялся в то время Франц фон Зиккинген. Человек бывалый, энергичный, храбрый, богатый, весьма влиятельный среди членов своего сословия, Зиккинген был известен своей ненавистью к князьям, особенно духовным, и горожанам. Карл V очень уважал его способности, пользовался им как кондотьером в войне с Францией и всячески отличал его. Национальное движение против католицизма не осталось чуждо Зиккингену, благодаря воздействию его близкого друга, Ульриха фон Гуттена. Хотя все разговоры в диалогах, которые последний вкладывает в уста Зиккингена, настолько принадлежат ему, насколько Сократу — речи в диалогах Платона, многие поступки Зиккингена показывают, что его коснулось реформационное движение.
Пока Зиккинген пользовался доверием императора, он был далёк от намерения предпринять что-нибудь решительное и смелое; он рассчитывал, что ему удастся достигнуть многого одними советами. Но после неудачного похода во Францию с наёмным войском Зиккинген потерял расположение Карла V. Надеяться можно было только на собственную силу.
В августе 1522 года Зиккинген устроил в Ландау собрание имперских рыцарей. Настроение умов на съезде было очень возбуждённое. Жаловались на пристрастие и медлительность имперского правления и верховного суда, на притеснения и обиды со стороны соседних князей и епископов, на духовенство; многие желали Реформации и протестовали против постановления вормсского сейма. Всеми съехавшимися был заключён союз и 13 августа 1522 года подписано «братское соглашение»; не присутствовавшие на съезде могли вписать свои имена на особых листках, разосланных для этой цели по всей империи.
Цель соглашения не вполне ясна. Оно стремилось, по-видимому, сделать рыцарское сословие независимым от князей, освободить его членов от всякой посторонней судебной власти. Все ссоры между рыцарями, примкнувшими к союзу, должны были решаться рыцарским третейским судом, без дальнейшей апелляции; жалобы со стороны других сословий на членов союза могли быть поданы только рыцарям; все рыцари должны были помогать тому члену союза, на которого нападал противник, несмотря на предложение первого обратиться к третейскому суду; наоборот, отказавшемуся от такого решения дела запрещалось оказывать какую бы то ни было помощь. Исключение делалось для княжеских рыцарей; им было разрешено принимать участие в распрях между князьями, городами и т. д., но под условием щадить имущество членов союза и по окончании войны вновь вступать в союз и подчиняться постановлениям его. В союз допускались не только рыцари, но и князья, города; одним только духовным был закрыт туда доступ.
Трудно сказать определённо, против кого именно был заключён этот союз; несомненно только то, что он был враждебно расположен к духовенству и не особенно благоволил князьям. Решено было собираться ежегодно на общее собрание; отсутствующие члены должны были подчиняться принятым решениям. Союз был заключён на 6 лет; для ведения его дел был выбран комитет из 12 рыцарей — по числу областей; главой назначили Зиккингена. Он стал исправлять укрепления своих замков, снабжать их припасами. Это дало некоторым историкам повод предполагать, что позднейший поход Зиккингена на Трир находится в связи с ландаусским съездом и что в договоре были тайные статьи, неизвестные нам. Другие, наоборот, думают, что трирский поход был предпринят по личной инициативе Зиккингена на собственный страх и риск и что нельзя смешивать его планов с планами рыцарства.

## Подготовка
Как бы то ни было, военные приготовления, начатые ещё до формального заключения союза, шли очень быстро. Пронесся слух, что Зиккинген, все ещё числившийся главнокомандующим императора, набирает войско по поручению последнего для войны с Францией. Зиккинген, конечно, охотно поддерживал этот слух. Вследствие этого под его знамёна быстро собралось большое войско. Он заявил в воззвании к войскам и союзникам, что его поход не имеет целью увеличение собственного могущества, а предпринят против врагов Евангелия — епископов и попов; он называл своё ополчение рыцарями креста против врагов Евангелия.
Поход Зиккингена был направлен против трирского курфюрста и архиепископа, Рихарда фон Грейффенклау-Фольратс. Что Зиккинген выбрал именно последнего, легко объясняется тем, что трирский курфюрст был слабее других, и притом Зиккинген был жестоко им оскорблён: на аугсбургском сейме 1518 года никто так резко не осуждал Зиккингена за предпринятый им поход на Гессен.
Трирский курфюрст был архиепископом, то есть духовным князем, столь ненавистным для рыцарства; «он крепче всех по человеческому разумению закрывал врата слову Божию», как выражались про него современники. Наконец, Зиккинген надеялся, что курфюрста можно застигнуть врасплох и что его собственные подданные в большом числе перейдут на сторону нападающих, так как обыкновенно в епископских городах часть граждан была против духовного правления, а численность этой партии должна была ещё усилиться благодаря Реформации. Соседи, думал Зиккинген, не помогут трирскому курфюрсту: пфальцский курфюрст находился с Зиккингеном в хороших отношениях и можно было ожидать, что он сохранит, по крайней мере, нейтралитет; вмешательства хитрого Альбрехта Майнцского опасаться было нечего, а кёльнский архиепископ Герман фон Вид был кабинетный учёный, не вмешивавшийся в мирские дела. Император отсутствовал, и можно было быть уверенным, что он не захочет оказать помощь приверженцу и агенту французского короля. Таким образом, по-видимому, все благоприятствовало плану Зиккингена, и он рассчитывал покончить с Триром прежде, чем к нему успеет явиться на помощь личный враг Зиккингена, Филипп, ландграф Гессенский.
Предлог для войны скоро был найден. Некий Герхард Бёрнер, именуемый многими немецкими историками просто разбойником, захватил двух трирских подданных и держал их у себя в плену, Зиккинген выкупил их по их же просьбе и взял с них слово, что выкупную цену, 5150 рейнских гульденов, они немедленно выплатят; в противном случае они, по обычаям того времени, должны были отдать себя в руки Зиккингена. Но те и не думали держать своё слово; вернувшись домой, они обратились за решением дела к имперскому правительству, ссылаясь на то, что обещание уплатить выкуп было вынужденным. Дело было решено в их пользу, а на жалобу Зиккингена трирскому курфюрсту последний ответил, что не желает нарушать приговора имперского правительства.

## Восстание

### Поход на Трир
Зиккинген только этого и ждал: он сейчас же объявил курфюрсту войну. Последний обратился за помощью к соседним князьям и имперскому правлению. Курфюрст майнцский сначала решительно отказал, ссылаясь на неаккуратность вассалов и на трудность или невозможность достать наёмных солдат. Его подданные оказывали содействие Зиккингену; многие из них даже вступили в ряды зиккингеновских войск. Только потом, когда имперское правительство решительно потребовало от Альбрехта оказать помощь Триру, он предложил соседу 200 конных и пеших солдат, находившихся в распоряжении Швабского союза.
Имперское правительство, как только ему стало известно о походе на Трир, предписало Зиккингену отказаться от своего предприятия под страхом изгнания и пени в 2000 золотых марок. Но Зиккинген не послушался указа, заставшего его уже в Трирских владениях. Послам правительства он посоветовал быть поскромнее, помнить, что Зиккинген такой же слуга императора, как и господа, заседающие в правлении, и что он действует не против императора, а скорее в его интересах: если его предприятие удастся, он приготовит императору столько земель и денег, сколько тот не найдёт и вне Германии; что касается предложения передать дело на решение верховного суда, то он в нём не нуждается — войска, которые его окружают, являются прекрасным судбищем. Также мало подействовало увещевание имперского правления и на ополчение Зиккингена. Война продолжалась.
Зиккинген направился к Триру, минуя хорошо укреплённый Саарбрюккен. Курфюрст стал укреплять Трир, ожидая обещанной помощи из Гессена и Пфальца. Только тут Зиккинген убедился, что ошибся в своём взгляде на Рихарда: архиепископ оказался в душе таким же солдатом, как и воинственный папа Юлий II. Обманулся Зиккинген и в расчёте, что немцы отовсюду будут стекаться в его войска. Многие рыцари, члены Ландаусского союза, не явились. У Зиккингена было около 15 000 солдат, из которых не больше 5000 конных, когда он обложил Трир.
Осада Трира была неудачна. Курфюрст сумел воодушевить своё войско и не хотел ничего слышать о сдаче города или об уплате военного вознаграждения в 200 000 гульденов золотом, которого требовал Зиккинген. Ничего не добились и послы кёльнского курфюрста, старавшиеся примирить врагов. После пяти штурмов Зиккинген должен был отступить, так как у него не хватило боевых снарядов, а вспомогательный отряд, который вёл ему Николай фон Минквитц из Брауншвейга, был отрезан Филиппом Гессенским, что помешало и другим примкнуть к нему.
При отступлении Зиккинген приказывал поджечь монастыри и церкви. В воззвании при начале похода он убеждал солдат вести войну человечно, но, как утверждали князья, не исполнил своего обещания и всё опустошил на своём пути.
Зиккинген скрылся в своих замках. Против него составили сильное ополчение Трир, Пфальц и Гессен. Императора занимали дела вне Германии; он не вмешивался в эту распрю.

### Война против Зиккингена
Сначала князья занялись преследованием помощников и родственников Зиккингена. Они взяли Кронберг, выгнали Фривина фон Гуттена (родственника Ульриха) из его владений, на майнцского курфюрста наложили пеню в 25 000 гульденов, на зятя его Флерсгейма — в 1000 гульденов.
Так прошла осень и зима. Зиккинген, со своей стороны, рассылал письма и гонцов по всей Германии, прося рыцарей прийти к нему на помощь. Желая выгадать время, Зиккинген предложил князьям заключить перемирие, но последние не согласились на это, как не согласились раньше принять посредничество имперского правительства. После Пасхи они соединились под Крейцнахом и направились против замка Ландштуль, где находился Зиккинген.
Тот не пожелал оставить замок, несмотря на советы друзей. Осада продолжалась недолго. Несмотря на мужественное сопротивление войск Зиккенгена, замок пришлось сдать после того, как Зиккинген был смертельно ранен. Князья трирский и гессенский стали осыпать Зиккингена упрёками, но их остановил пфальцграф Людвиг. «Дело не во мне, — сказал умирающий, — не ради моих интересов начата была война». В тот же день, 7 мая 1523 года, Зиккинген скончался.

## Последствия
В течение месяца после смерти Зиккингена все его замки были завоёваны и могущество рыцаря, созданное с таким трудом, было уничтожено. Победа была полная, и князья ею широко воспользовались. Рыцари мечтали возвысить власть императора, умалить возраставшее могущество князей, низвести их на степень равных себе. Многие императоры задавались той же целью. Сам Карл V стремился к усмирению князей и возвышению собственной власти, но оказался недальновидным: он не понял значения Зиккингенского восстания, как не понял и дела Лютера.
Поддержки со стороны крестьян и городов, которой так жаждал Ульрих фон Гуттен, Зиккинген не получил: города не доверяли рыцарям, не верили и самому Зиккингену, так как он не раз их грабил. Рыцарское восстание 1523 года было чисто сословным движением; хотя среди рыцарей и возникала мысль о единении с другими сословиями, это было неосуществимо. Идеал рыцарей был взят из старинных песен: могучий император, окруженный равными по правам вассалами. Рыцарское восстание было попыткой феодальной реакции против княжеского монархизма под новым знаменем. Оно повлекло за собой политическую смерть одного из важных сословий феодального государства, лишило императора значительной поддержки, усилило власть князей и оттолкнуло многих от Реформации. Рыцарское восстание дало толчок крестьянской войне, наглядно показав крестьянам, как можно добиваться улучшения своей судьбы. Падение рыцарства отразилось и на способе ведения войн: если уже в начале XVI столетия в Германии прежние ополчения вассалов заменялись отчасти наёмными войсками, то после 1523 года это пошло ускоренным шагом.